# Беро I фон Рехберг
Беро I фон Рехберг (на немски: Bero I von Rechberg; † 14 ноември 1462) е от благородническия швабски род Рехберг, господар на Бабенхаузен (1418), Минделхайм и Келмюнц в Бавария и рицар. Той е основател на страничната линия Рехберг-Минделхайм.
Той е вторият син на Файт I фон Рехберг († 1416) и съпругата му Ирмела (Ирмгард) фон Тек († 1422), дъщеря на херцог Фридрих III фон Тек († 1390) и Анна фон Хелфенщайн-Блаубойрен († 1392), наследничка на Фалкенщайн.
Брат е на Георг фон Рехберг († 1427), господар на Бабенхаузен (1418 – 1424), Албрехт (IV) фон Рехберг († 24 юни 1426/1439), господар на Щауфенек, и на Барбара фон Рехберг († 1460), омъжена между октомври 1414 и 6 февруари 1433 г. за маршал Хаупт II фон Папенхайм († 1439).
Чрез майка си Ирмгард фон Тек той наследява господството Минделхайм през 1439 г. заедно с брат си Албрехт и сестра си Барбара. През 1447 г. той става единствен собственик на господството. След смъртта му господството Минделхайм отива на синовете му Беро II и Герг/Йорг II, които го продават 1467 г. на дъщеря му Барбара, нейните наследници го притежават до 1586 г.
Родът фон Рехберг е издигнат 1577 г. на фрайхерен и 1607 г. на графове.

## Фамилия
Беро I фон Рехберг се жени ок. 1430 за Барбара фон Ротенбург († 25 април 1462), дъщеря на Хайнрих VI фон Ротенбург († 1411) и Агнес фон Верденберг-Хайлигенберг-Блуденц († 1436). Те имат шест деца:
- Георг (II) фон Рехберг-Тюркхайм и Минделхайм († 28 октомври 1502), женен 1448 г. за Катарина фон Хелмщат († сл. 1448), дъщеря на Вайпрехт фон Хелмщат и Маргарета фон Фенинген
- Барбара фон Рехберг († 17 март 1506), омъжена за рицар Улрих фон Фрундсберг († 11 август 1501)
- Анна фон Рехберг, омъжена за Еберхард фон Хюрнхайм († 1483)
- Улрих фон Рехберг († 11 юни 1501), домхер в Аугсбург (1457), катедрален декан в Аугсбург (1465 – 1501)
- Беро II фон Рехберг-Тюркхайм и Минделхайм († 27 юни 1469), управител (пфлегер) на Хайденхайм (1463), женен за трушеса Урсула фон Валдбург-Волфег-Цайл
- Волфганг фон Рехберг († 1484/1485), домхер в Аугсбург (1449 – 1484)